# Prueba de las lágrimas
La prueba de las lágrimas es una de las pruebas de brujas empleadas en los procesos a brujas para «descubrir la verdad», si la acusada es una bruja o brujo.
Partiendo de la suposición de que una bruja no puede llorar, se solicitaba a las acusadas que todavía no habían confesado que lloraran. Si no caían lágrimas de sus ojos, se tomaba como un indicio de culpabilidad.
Igualmente se consideraba una falta de lágrimas durante la tortura como una señal de un trato con el Demonio.